# Blue Eye Samurai
Blue Eye Samurai ist eine französisch-amerikanische animierte Fernsehserie. Entworfen und geschrieben wurde diese unter anderen von Michael Green und Amber Noizumi sowie produziert vom Studio Blue Spirit.

## Handlung
Während Japans Edo-Zeit versucht Mizu, eine uneheliche Tochter einer Japanerin und eines weißen Mannes, sich an denen zu rächen, die sie aufgrund ihrer bikulturellen Herkunft zur Ausgestoßenen machten. Dafür versucht sie die vier weißen Männer, die als ihr Vater infrage kommen, welche trotz der Sakoku-Politik illegal in Japan geblieben sind, ausfindig zu machen und zur Rechenschaft zu ziehen.
Als Kind ist sie auf sich selbst gestellt und wird von Jungen verfolgt, die sie prügeln und beschimpfen. Sie flüchtet zum blinden Meister Eiji, der sie erst wegschickt, dann aber als Lehrling für sein Handwerk aufnimmt und ihre Andersartigkeit nicht sieht. Mizu lernt bei ihm, wie seine bekannten Schwerter hergestellt werden. Allerdings kleidet und gibt sie sich als Junge. Sie lernt während ihrer Zeit bei Meister Eiji mit dem Schwert zu kämpfen, um Rache zu nehmen.
Als sie alt genug ist, zieht sie, gewappnet mit einem von ihr geschmiedeten Schwert, los. Ihre blauen Augen verbirgt sie hinter einer Brille. Am Anfang ihrer Reise trifft sie auf Ringo, den Sohn eines Soba-Restaurantbesitzers. Er schließt sich ihr ungefragt an, denn er sucht das Abenteuer. Statt Händen hat er zwei Armstümpfe und ist so auch vielen Schmähungen ausgesetzt. Mizu versucht, Ringo abzuschütteln, aber er bleibt bei ihr. Da er ihr Geheimnis, dass sie kein männlicher Samurai, sondern eine Frau ist, kennt, lässt sie ihn gewähren.
In jeder Episode kämpft Mizu, besessen von ihrem Verlangen nach Rache, mit schier magischen Kräften gegen Furcht einflößende Gegner, wird zwar auch verletzt, aber nicht besiegt.

## Charaktere
- Mizu: eine weibliche, halb japanische und halb europäische, blauäugige Bushi.
- Ringo: ein optimistischer, handloser männlicher Koch, der Mizu anhimmelt.
- Taigen: ein vielversprechender, aber arroganter männlicher Schwertkämpfer.
- Prinzessin Akemi: die verwöhnte, aber willensstarke Tochter eines Adligen.
- Seki: der männliche Tutor von Prinzessin Akemi.
- Abijah Fowler: ein Schmuggler und Erfinder, der mit dem Shogun verbündet ist und sich insgeheim gegen die japanische Sakoku-Schließungspolitik auflehnt.
- Heiji Shindo: Fowlers Gefängniswärter und einer seiner Komplizen.
- Meister Eiji: ein blinder Waffenschmied, der Mizu aufzog.

## Veröffentlichung
Die Serie wurde am 3. November 2023 auf Netflix veröffentlicht und besteht aus 8 Episoden. Die erste Folge wurde am 1. November, zwei Tage zuvor, auf dem YouTube-Kanal von Netflix veröffentlicht. Blue Eye Samurai ist ab 16 Jahren freigegeben.

## Synchronisation
Die deutschsprachige Synchronisation entstand durch die Synchronfirma EVA Studios Germany GmbH. Das Dialogbuch schrieb Philip Süß, der auch Dialogregie führte.
| Rolle            | Originalsprecher     | Deutsche Sprecher |
| ---------------- | -------------------- | ----------------- |
| Mizu             | Maya Erskine         | Flavia Vinzens    |
| Ringo            | Masi Oka             | Tim Sander        |
| Taigen           | Darren Barnet        | Tim Knauer        |
| Prinzessin Akemi | Brenda Song          | Magdalena Turba   |
| Seki             | George Takei         | Kaspar Eichel     |
| Abijah Fowler    | Kenneth Branagh      | K.Dieter Klebsch  |
| Heiji Shindo     | Randall Park         | Sebastian Schulz  |
| Meister Eiji     | Cary-Hiroyuki Tagawa | Joachim Kaps      |

## Episodenliste
Die komplette Staffel wurde sowohl im englischen Original als auch auf Deutsch am 3. November 2023 auf Netflix veröffentlicht.
| Nr. (ges.) | Nr. (St.) | Deutscher Titel                        | Originaltitel                       | Regie                      | Drehbuch                     |
| ---------- | --------- | -------------------------------------- | ----------------------------------- | -------------------------- | ---------------------------- |
| 1          | 1         | Unrein                                 | Hammerscale                         | Jane Wu                    | Amber Noizumi, Michael Green |
| 2          | 2         | Ein unerwartetes Element               | An Unexpected Element               | Ryan O’Loughlin            | Michael Green, Amber Noizumi |
| 3          | 3         | Nur zwei Wege                          | A Fixed Number Of Paths             | Earl A. Hibbert, Alan Wan  | Michael Green, Amber Noizumi |
| 4          | 4         | Absonderlichkeiten                     | Peculiarities                       | Ryan O’Loughlin            | Michael Green, Amber Noizumi |
| 5          | 5         | Die Geschichte vom Ronin und der Braut | The Tale Of The Ronin And The Bride | Michael Green              | Amber Noizumi                |
| 6          | 6         | Alle bösen Träume und wütenden Worte   | All Evil Dreams And Angry Words     | Earl A. Hibbert, Sunny Sun | Michael Green, Amber Noizumi |
| 7          | 7         | Nichts zerbricht                       | Nothing Broken                      | Alan Taylor                | Yana Bille-Chung             |
| 8          | 8         | Das Große Feuer von 1657               | The Great Fire Of 1657              | Jane Wu                    | Michael Green, Amber Noizumi |

## Rezeption
Auf der Kritikerseite Rotten Tomatoes hat die erste Staffel eine durchschnittliche Bewertung der Kritiker von 96 %. In der Internet Movie Database steht die Serie derzeit bei einer Bewertung von 8,7/10.
In der Presse werden unter anderem die Kampfszenen als besonders gelungen hervorgehoben: „One of the many pleasures of Blue Eye Samurai, and it is a real pleasure to watch, is its frequent fight scenes.“ (Eine der vielen Freuden von Blue Eye Samurai – und es ist ein wahres Vergnügen, die Serie zu schauen – sind die häufigen Kampfszenen). Insgesamt sei es eine Serie, die folgendermaßen charakterisiert werden kann: „This is smart, cinematic entertainment and it is an awful lot of fun.“ (Das ist eine intelligente, filmische Unterhaltung, die verdammt viel Spaß macht).
Die indische Tageszeitung The Hindu schrieb: „Eine spannende, bildgewaltige Geschichte, die die Vorzüge der Animation hervorhebt“.
Die Optik von Blue Eye Samurai sei eine direkte Hommage an die asiatische Kultur, befand Valery Wu in Variety. „Eine der beeindruckendsten japanischen Zeichentrickserien für Erwachsene, die wir in letzter Zeit gesehen haben“, schrieb die griechische Kathimerini.
Bei den 51. Annie Awards wurde die Serie mehrfach ausgezeichnet:
- Beste TV-Medien-Produktion für Erwachsene (Pilotfolge)
- Besten Spezialeffekte in einer TV-Medien-Produktion:
  - Folge Alle bösen Träume und wütenden Worte: Thomas Decaens, Karl Burtin, Laurent Bretonniere für Blue Spirit
- Beste Character Animation in einer TV-Medien-Produktion:
  - Folgen 1, 4 und 6: Alex Bard
- Bestes Production Design in einer TV-Medien-Produktion:
  - Folge Das Große Feuer von 1657: Toby Wilson, James Wilson, Emil Mitev
- Bestes Skript in einer TV-Medien-Produktion:
  - Folge Die Geschichte vom Ronin und der Braut: Amber Noizumi
- Bester Schnitt in einer TV-Medien-Produktion:
  - Folge Die Geschichte vom Ronin und der Braut: Yuka Shirasuna